# Karlovice (Semilyi járás)
Karlovice település Csehországban, Semilyi járásban. Karlovice Radostná pod Kozákovem, Mírová pod Kozákovem, Turnov, Rovensko pod Troskami, Kacanovy és Hrubá Skála településekkel határos. Lakosainak száma 904 fő (2024. január 1.).

## Népesség
A település lakosságának változását az alábbi diagram mutatja:
| Lakosok száma | 942  | 994  | 945  | 846  | 666  | 672  | 771  | 768  | 785  | 904  |
|               | 1869 | 1890 | 1921 | 1950 | 1980 | 2001 | 2017 | 2019 | 2022 | 2024 |